# کلود فرولو
کلود فرولو (به فرانسوی: Claude Frollo) یک شخصیت داستانی و یکی از  شخصیت های  اصلی رمان گوژپشت نتردام نوشته ویکتور هوگو در سال ۱۸۳۱ است. کلود فرولو، رئیس شماسهای کلیسای نوتردام پاریس و اسقف اعظم کلیسای نوتردام است.
کلود فرولو مردی است که تمام زندگی خود را وقف علم، به ویژه دانش مورد علاقه‌اش کیمیاگری و همچنین بزرگ‌کردن برادر یتیم خود ژان کرده‌است. به همین منظور او تصمیم به دوری از زنان گرفته‌است؛ ولی روزی اتفاقی اسمرالدا را می‌بیند و دلداده او می‌شود. در آغاز، کلود، اسمرالدا را دامی از سوی شیطان می‌پندارد و مقدمات اعدام او به اتهام جادوگری را فراهم می‌کند؛ ولی بعد از دستگیری اسمرالدا او تازه به شدت عشق خود پی می‌برد و حاضر می‌شود با چشم‌پوشی از تمام داشته‌های خود با او فرار کند؛ ولی اسمرالدا او را از خود می‌راند. در داستان، آشکار می‌شود که واژه ANATKH را که در زبان لاتین به معنی سرنوشت است، او بر دیوار کلیسا نوشته‌است. کلود اسمرالدا را همچون مگسی می‌داند که در دام عنکبوت به دام افتاده‌است: «هیهات! کلود تو خود عنکبوت و در عین حال مگسی»

## در رمان
ویکتور هوگو می‌گوید که در سال ۱۴۴۶ کلود فرولو را از خانواده ای از از اشراف پایین به کلیسا راه پیدا می‌کند وی در جوانی در کالج تورچی تحصیل می‌کند و فارغ‌التحصیل می‌شود. وی دانشجویی درخشان و ممتاز بود. وی فارغ‌التحصیل دکترای چهار رشته دانشکده می‌شود. (الهیات، حقوق، پزشکی و هنر)
در سال ۱۴۶۶، والدین او در معرض اپیدمی طاعون قرار گرفتند و فوت می‌کنند. فرولو، یتیم می‌شود و سپس از برادر کوچک ترش، ژان مراقبت می‌کند. در همان سال، او یک کودک رها شده و بدبخت را می‌پذیرد، و را بزرگ می‌کند و کازیمودو نامگذاری می‌کند.
در پاییز ۱۴۸۱ یک رقصنده کولی و جوان به اسم اسمرالدا برای اجرای برنامه به پاریس می‌آید فرولو شدیداً عاشق او می‌شود. در ۶ ژانویه ۱۴۸۲، فرولو سعی می‌کند تا او را با کمک کوازیمودو ربوده، ولی با دخالت کاپیتان فوبوس دوشاتوپر ناکام می‌ماند و کازیمودو دستگیر می‌شود. کازیمودو را در میدان اعدام با شلاق مجازات می‌کنند و تنها اسمرالدا که قلبی مهربان دارد به او کمک می‌کند و جرعه‌ای آب به او می‌دهد: «دخترک بدون اینکه سخنی بر زبان راند به محکوم نزدیک شد، گوژپشت می‌خواست به هر قیمتی شده خود را از وی کنار کشد؛ ولی دختر قمقمه‌ای را که بر کمربند آویخته بود باز کرد و به آرامی آن را با لب سوزان مرد بینوا آشنا ساخت. در چشم شرربار و خشک گوژپشت اشکی حلقه زد و بر چهره نازیبای او فروغلتید. شاید این نخستین قطره اشکی بود که در سراسر زندگی از دیده فرو می‌ریخت.»
چند روز بعد در شبی کاپیتان فوبوس قصد دارد با دختر عشق بازی کند، کلود فرولو دچار حسادت می‌شود، وارد اتاق می‌شود و از پشت به او خنجر می‌زند. فرولو به سرعت فرار می‌کند و فوبوس مرده به نظر رسیده و اسمرالدا غش کرده و بروی زمین می‌افتد.
فرولو ۳ بار تلاش می‌کند تا اسمرالدا همراه خود کند و با وی ازدواج کند و به وی ابراز عشق می‌کند، اسمرالدا هر ۳ بار پیشنهاد وی را با شدت رد می‌کند و باعث خشم شدید کلود فرولو می‌شود و فرولو تهدید می‌کند که وی اعدام خواهد شد.
در ژوئیه ۱۴۸۲، بعد از مدتی کولیان و خلافکاران شهر با تحریک غیر مستقیم کلود فرولو برای نجات اسمرالدا و البته غارت کلیسا، به نوتردام حمله می‌کنند.
در طی شورشی که فرولو غیر مستقیم به راه می‌اندازد، کولی‌ها شورش می‌کند و لویی یازدهم دستور سرکوب شوروش و قتل اسمرالدا را صادر می‌کند، کولی‌ها سرکوب و کشته می‌شوند، ولی کازیمودو که متوجه نیت واقعی آنها نشده‌است برای دفاع از اسمرالدا به مقابله با آنها می‌پردازد. در این زمان کلود فرولو این آشوب و غوغا را غنیمت می‌شمارد و اسمرالدا را می‌رباید. اما رئیس شماسها، که یک بار دیگر نیز دست رد بر سینه‌اش زده می‌شود، از شدت خشم دختر کولی را به دست زن گوشه‌نشین بیچاره و نیمه‌دیوانه‌ای می‌دهد که کینه وحشی منشانه‌ای از کولی‌ها به دل دارد؛ زیرا آنها در گذشته دخترش را (که همسال اسمرالدا بود) ربوده‌اند. به زودی مشخص می‌شود که اسمرالدا همان دختر گم شده‌است. او اسمرالدا را از مأمورینی که توسط کلود فرولو به دنبالش آمده‌اند پنهان می‌کند؛ ولی اسمرالدا که صدای فوبوس را شنیده‌است از مخفیگاه بیرون می‌آید و باعث لو رفتن خود می‌شود. تلاش‌های غم‌انگیز مادر برای نجات او بی‌فایده می‌ماند و اسمرالدا را دار می‌زنند و همزمان مادر او نیز کشته می‌شود.
در همین زمان کازیمودو که از گم شدن دخترک سردرگم شده‌است متوجه کلود فرولو می‌شود که از بالای برج مشغول تماشای اعدام اسمرالدا است، او متوجه اصل داستان می‌شود؛ «گوژپشت گامی چند پشت سر فرولو برداشت و ناگهان خود را با دهشت به روی او افکند و با دو دست زمخت خویش او را به پرتگاهی که بر آن خم شده بود افکند».

## ستارهای وابسته
- ویکتور هوگو
- اسمرالدا
- بینوایان
- کاپیتان فوبوس
- گوژپشت نوتردام
- آخرین روز یک محکوم
- مردی که می‌خندد
- کوازیمودو